# Iluzjonista
Iluzjonista – główne określenie dla wszystkich osób zajmujących się sztuką iluzji.

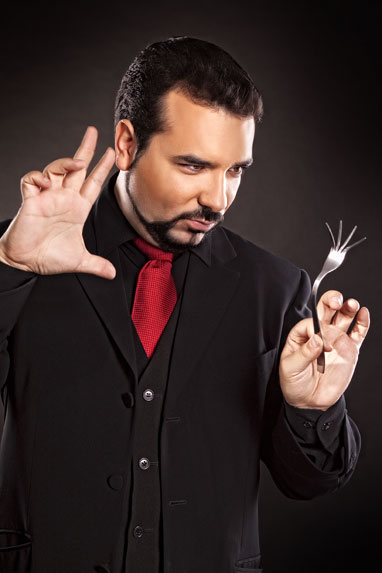
Mentalista – Manolo Talman

Klasyczny strój iluzjonisty stanowi garnitur, cylinder, „magiczna” pałeczka i mniejsze rekwizyty, jednak współczesny wygląd iluzjonisty znacznie różni się od tego klasycznego i jest o wiele nowocześniejszy.
Iluzjonistami zwykle są mężczyźni, a w roli asystentów najczęściej występują kobiety.
Iluzjonistów podzielić można na trzy grupy: właściwych iluzjonistów, mentalistów oraz na prestidigitatorów.

## Iluzjonista
Iluzjonista – artysta estradowy w prezentacjach iluzjonistycznych wykorzystujący wyłącznie szczególną konstrukcję rekwizytów powodujących zakłócenia u widzów toku ich logicznego rozumowania, w wyniku czego są zaskakiwani efektami pozornie sprzecznymi z prawami fizyki. W znacznie mniejszym stopniu doznają złudzeń optycznych.

## Mentalista
Mentalista (z języka łacińskiego: mentalis – duch, myśl, rozum) – aktor estradowy prezentujący efekty trikowe powstające w wyniku rozumowania, tj. szczególnego rodzaju porozumienia się ludzkich umysłów, bez wyraźnych oznak zewnętrznych. Mentalista nie wykonuje trików iluzjonistycznych (lub wykonuje je, nie przedstawiając ich jednak jako takowe), lecz przeprowadza eksperymenty. Podczas pokazów nie używa również typowych rekwizytów iluzjonistycznych, lecz korzysta z takich środków aktorskich, jak: „niezwykle czuły dotyk”, „trans hipnotyczny”, „zewnętrzne objawy skupienia” itp. Służą one do wywołania określonego nastroju.
Współcześnie, dzięki popularności serialu Mentalista pojęcie to zaczyna mieć szersze znaczenie, oznaczając także osoby, wykorzystujące znajomość ludzkiej psychiki do wpływania na zachowania i myślenie innych ludzi. 

## Prestidigitator
Prestidigitator (z francuskiego prestidigitateur, preste – szybki, doigt – palec) – artysta estradowy, który dzięki zręczności rąk i umiejętnościom aktorskim wywołuje efekty iluzjonistyczne sprzeczne pozornie z prawami fizyki. Poprzez zastosowanie zręcznych manipulacji zakłóca logikę w myśleniu widzów, w konsekwencji czego czują się oni zaskoczeni efektem pracy artysty. Widzowie nie doznają złudzeń optycznych.